# Route 30 (Manitoba)
La Route 30 (PTH 30) est une route provinciale du Manitoba. Elle relie la frontière canado-américaine à Gretna et la route 14 à Rosenfeld.

## Description du tracé

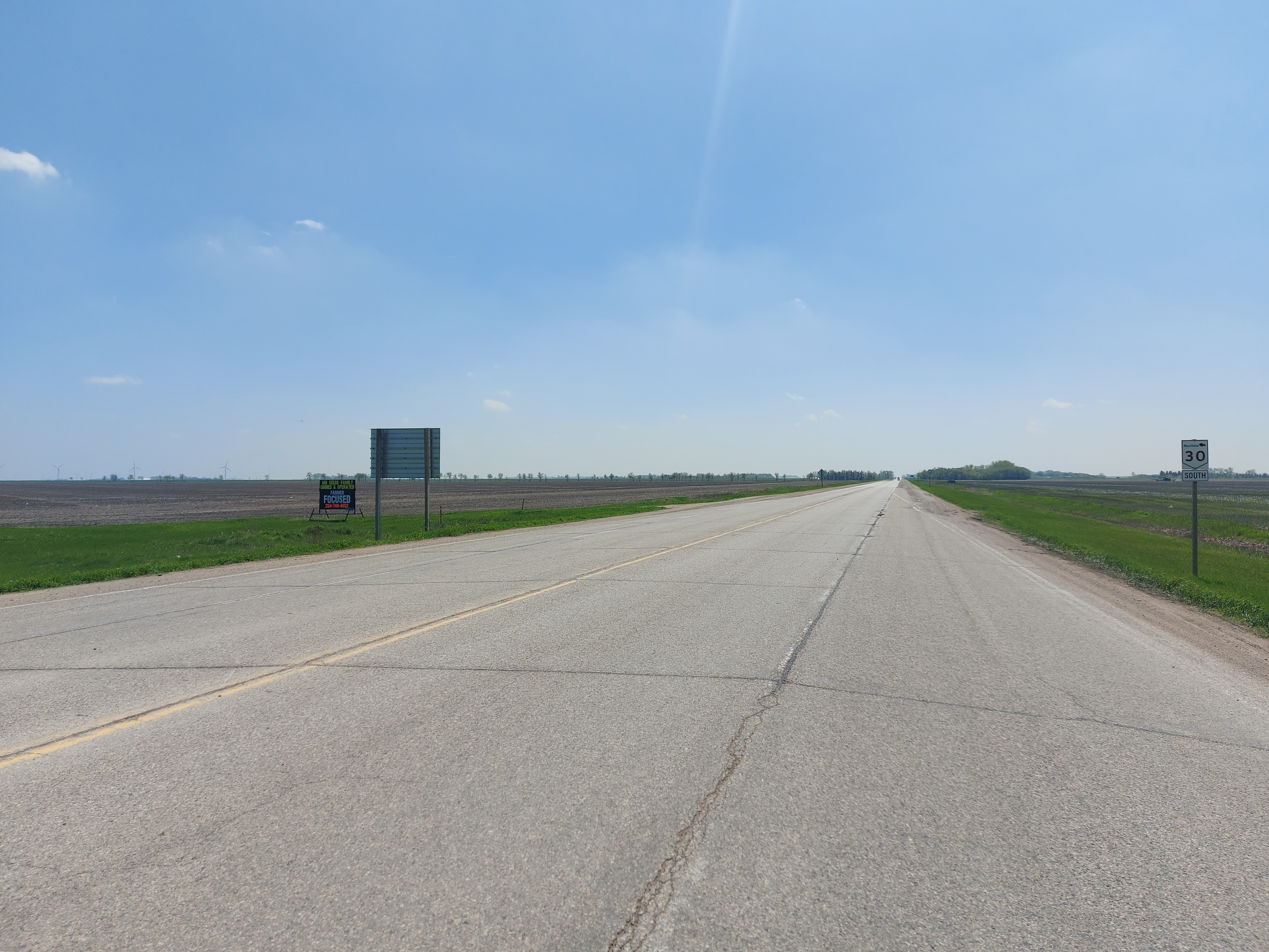
Route 30

La route 30 débute à la frontière canado-américaine à Gretna en étant le prolongement de la ND-18. Elle se dirige vers le nord en passant à l'est de Gretna. Elle passe ensuite à l'est d'Altona et continue vers le nord. Elle rejoint la route 14 et prend fin à Rosenfeld. Son tracé se poursuit comme route 332 nord.

## Intersections majeures
| Division                                      | Ville     | km    | Destinations                                        | Notes                                     |
| --------------------------------------------- | --------- | ----- | --------------------------------------------------- | ----------------------------------------- |
| No. 3                                         | Gretna    | 0,00  | ND-18 sud – Cavalier                                | Continue au Dakota du Nord                |
| No. 3                                         | Gretna    | 0,00  | Frontière canado-américaine                         |                                           |
| No. 3                                         |           | 3,00  | PR 243 est (Boundary Commission Trail) – Emerson    | Terminus sud du multiplex avec la PR 243  |
| No. 3                                         |           | 5,00  | PR 243 ouest (Boundary Commission Trail) – Reinland | Terminus nord du multiplex avec la PR 243 |
| No. 3                                         |           | 10,00 | PR 421 est – Sommerfeld, Halbstadt                  | Terminus ouest de la PR 421               |
| No. 3                                         | Altona    | 14,00 | PR 201 ouest (Central Avenue E)                     | Terminus sud du multiplex avec la PR 201  |
| No. 3                                         |           | 18,00 | PR 201 est – Saint-Joseph                           | Terminus nord du multiplex avec la PR 201 |
| No. 3                                         | Rosenfeld | 25,00 | PTH-14 – Winkler, PTH-75                            |                                           |
| No. 3                                         | Rosenfeld | 25,00 | PR 332 nord (Main Street) – Rosenfeld               | La PTH-30 nord devient la PR 332 nord     |
| - Terminus de multiplex - Transition de route |           |       |                                                     |                                           |